# Jhūsi
Jhūsi är en ort i Indien.   Den ligger i distriktet Allahabad och delstaten Uttar Pradesh, i den centrala delen av landet, 600 km sydost om huvudstaden New Delhi. Jhūsi ligger 95 meter över havet och antalet invånare är 16 642.
Terrängen runt Jhūsi är mycket platt. Runt Jhūsi är det tätbefolkat, med 659 invånare per kvadratkilometer. Närmaste större samhälle är Allahabad, 6,3 km väster om Jhūsi. Trakten runt Jhūsi består till största delen av jordbruksmark.